# Owned
Owned é um estrangeirismo de gíria da internet usado comumente em comunidades de jogadores quer dizer que a pessoa foi humilhada por outra pessoa, ou por um grupo. Denota fracasso e humilhação, frequentemente por meio da dominância de outro grupo oponente. Geralmente, o termo é usado para expressar dominância em um sentido negativo, declarando melhores habilidades que o oponente no jogo. No Brasil, deu origem ao informal verbo ownar

## Exemplos
- Um jogador que ganha do oponente repetidas vezes em um jogo de computador online, pode afirmar que "ownou" ou "deu owned" no(a) inimigo(a).
- Um time ou jogador que domina o outro time, ou mantém um bom balanço de número de mortos pelo jogador e número de mortes do jogador (geralmente o número de mortos tem de ser alto para que ele possa afirmar "owned") diz que "ownou" o jogo
- Ser enganado, ou ser feito de bobo; confundir ou vencer aposta; envergonhar alguém: se sentir envergonhado.
- O termo "owned" se tornou comum nos Estados Unidos depois do lançamento do jogo Ultima Online, em 1997.
- Usado em uma frase: "Você foi OWNADO" ou "You're OWNED, NOOB!"
- Em um jogo online quando um adversário vence alguem ou algo "Owned", seria o "nocauteado!" dos jogos e fórums.
- Quando você descobre que a sua mulher anda te traindo."Você foi Ownado".

### Derivados
Por sua popularidade entre faladores de leet e seu aportuguesamento, "owned" ganhou várias formas derivadas:
- Ownador Jr — aquele que "owna"
- Ow3Ad (owead)
- 0wn3d (owned)
- Ownedäge
- 0\/\/ned (owned)
- Own4d (owned)
- 0wn4g3 (ownage)
- Pwned (power owned)
- PWN3D (power owned)
- Ownado/Ownar
- Ownei
- Ownando (Owning)
- Owner
- 0\/\/|\|3|) (owned no "idioma" l33t speak hacker)
- P\/\/NAD0
- Pwn ou pwned — variação mais ofensiva de owned,.[3][4][5] O termo também é usado pela comunidade hacker para indicar que um servidor foi invadido ou desfigurado (deface). A origem do termo se deu em um erro de escrita em um mapa do jogo de estratégia em tempo real Warcraft III, que erroneamente escreveu "pwned" ao invés de "owned" no momento em que o personagem do jogador é morto pelo computador.